# Биоудобрения
Биоудобрения — к биоудобрениям (или бактериальным удобрениям) относятся препараты микроорганизмов, которые способствуют увеличению плодородия почвы за счёт повышения концентрации или биодоступности макроэлементов.
Также этот термин может означать осадок сточных вод с очистных сооружений, который соответствует предельным значениям по yровню нежелательных примесей и поэтому может быть переработан в качестве полевых удобрений.
Биоудобрения добавляют питательные вещества через естественный процесс фиксации азота, солюбилизации фосфора и стимулируют рост растений путем синтеза стимуляторов роста.
Биоудобрения могут снизить потребность в химических удобрениях, пестицидах и в некоторой степени органических удобрениях. Микроорганизмы, присутствующие в органических удобрениях, восстанавливают естественный цикл питательных веществ в почве, повышают продуктивность почвы и делают её более плодородной, создавая и поддерживая органическое вещество почвы.
Биоудобрениями являются всем известные симбиотические азотфиксаторы — клубеньковые бактерии (Rhizobium sp., Bradyrhizobium sp.), а также ассоциативные азотфиксаторы, например, Azospirillum, Azotobacter, Agrobacterium, Azomonas. Фосфатмобилизирующие бактерии (Bacillus megaterium, Pseudomonas aureofaciens) повышают биодоступность минеральных и органических соединений фосфора (фосфатов и фитатов) и связанных с ними металлов — Mg, Ca, Fe, Zn и т. д.